# مهدی زارع
مهدی زارع زلزله‌شناس ایرانی و استاد پژوهشکده زلزله‌شناسی است. او از پراستنادترین دانشمندان ایرانی در حوزه پژوهشی خود به‌شمار می‌رود.

## تحصیلات
او دوره کارشناسی زمین‌شناسی را در دانشگاه تهران گذراند و دوره کارشناسی ارشد زمین‌شناسی مهندسی را در دانشگاه تربیت مدرس طی کرد. زارع دورهٔ دکتری زلزله‌شناسی مهندسی را با نگارش رساله‌ای تحت‌عنوان  مطالعه جنبش شدید زمین در ایران از کاتالوگ تا قانونهای کاهندگی در دانشگاه گرونبل به پایان رساند (۱۳۷۷). او همچنین دارای سطح علمی شایستگی از دانشگاه استراسبورگ است.